# کامان کی-مکس
کامان کی-مکس (به انگلیسی: Kaman K-MAX) با کد گذاری شرکتی K-1200، یک بالگرد آمریکایی با ملخ کواکسیال ساخته شده توسط شرکت کامان است. این هواگرد که از طرح کامان کی-۲۲۵ توسعه یافت، برای حمل بار خارج از بدنه بهینه‌سازی شده‌است و قادر به بارگیری بیش از ۶۰۰۰ پوند (۲۷۲۲ کیلوگرم) بوده که بیشتر از وزن خالی بالگرد است. نسخه هواپیمای بدون سرنشین با کنترل از راه دور اختیاری به صورت گسترده در جنگ افغانستان مورد استفاده و ارزیابی قرار گرفته‌است.
در ماه ژوئن سال ۲۰۱۵ کامان پس از پایان بیش از یک دهه تولید، دوباره تولید K-MAX را به دلیل دریافت ده سفارش تجاری آغاز کرد. اولین پرواز یک K-MAX از تولید مجدد در ماه مه سال ۲۰۱۷ انجام شد و اولین ساخت جدید پس توقف تولید در از سال ۲۰۰۳، به تاریخ ۱۳ ژوئیه ۲۰۱۷ برای آتش‌نشانی در چین تحویل داده شد.